# Davangere
 Davangere  est une ville de l'État du Karnataka en Inde située dans le district éponyme.

## Géographie
Elle est en lien avec Bombay par le biais de la NH4 et par la ligne ferroviaire de la KSRTC.
Davangere est la 103e plus grande ville de l'Inde. La population est alphabétisée à 84,89%. Elle est à 64% hindoue, à 34% musulmane et à 2% d'autres religions, elle parle principalement l'Ourdou et le Kannada.
Le Mallikarjuna Sagara Parivartita Kunduwada Kere, lac qui est la source d'eau potable de la ville et de promenades pour ces citoyens.

## Éducation
Une nouvelle université a été créée en 2008.

## Histoire
La ville fut développée depuis qu'Hyder Ali et Tipu Sahib y favorisèrent le commerce et l'implantation de marchands.

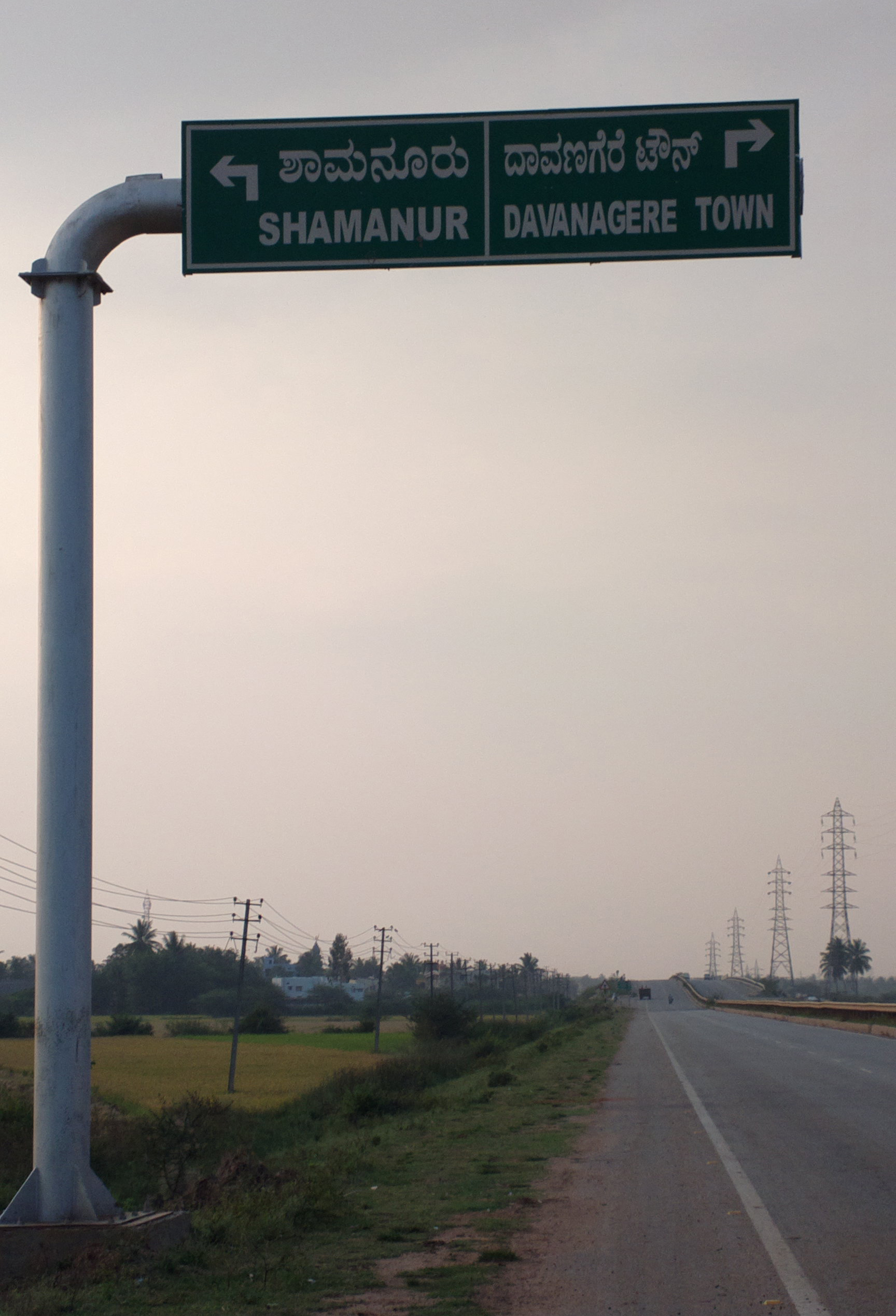
La NH4.

## Lieux et monuments
La ville est parsemée de nombreux temples : le Temple Durgambika , le  temple de Muruga, le  Dargah de Khwaja Banda Nawaz de style islamique, le  Jama Masjid Gulbarga  de style mauresque construit au XIVe siècle.